# Willy Fitting
Willy Fitting   (Lausana, 25 de gener de 1925 - Buchillon, 26 d'abril de 2017) va ser un tirador d'esgrima suís, especialista en espasa, guanyador d'una medalla olímpica. Era fill del també tirador d'esgrima Édouard Fitting.
El 1952 va prendre part en els Jocs Olímpics d'Estiu de Hèlsinki, on guanyà la medalla de bronze en la prova d'espasa per equips del programa d'esgrima.